# Нью-Йоркська академія наук
Нью-Йо́ркська акаде́мія нау́к (англ. New York Academy of Sciences) — одне з трьох найстаріших наукових товариств США, засноване 1817 року як «Ліцей природничої історії міста Нью-Йорка». Є некомерційною організацією з платними членськими внесками, станом на 2010 рік налічує понад 24 тисячі членів з 140 країн світу.
Мета товариства — сприяти розумінню науки, технології і медицини, стимулювати нові способи аналізу того, як наукові дослідження застосовуються в суспільстві й у світі.
Президент та виконавчий директор академії — Елліс Рубенштейн. Голова ради директорів — Джон Секстон.

## Членство
Нью-Йоркська академія наук об'єднує науковців з різних дисциплін з усього світу.
Членом академії може стати будь-який науковець чи прихильник науки за певну плату (внесок за один рік — $155, за два — по $143, за три роки — по $134). Членом академії може стати й будь-який студент. Плата членських внесків для студентів значно менша (від 38 до 52 доларів на рік для іноземців).
Члени академії мають доступ до близько 100 наукових конференцій та заходів, що їх організовує академія, а також одержують сертифікат члена академії, який можна виставити в рамці (An Academy Membership Certificate, suitable for framing).

### Члени академії з України
- Биков Валентин Іванович — доктор технічних наук, професор, заслужений діяч науки і техніки УРСР, академік Академії інженерних наук України, академік Національної Академії наук екологічних технологій, академік Нью-Йоркської Академії наук
- Бєлоусов Юрій Володимирович — доктор медичних наук, професор, заслужений діяч науки і техніки України, академік Інженерної академії України
- Богомолець Ольга Вадимівна — Заслужений лікар України, доктор медичних наук, професор кафедри дерматології та венерології Національного медичного університету ім. О. Богомольця.
- Боднар Олег Борисович — професор, доктор медичних наук.
- Бужієвська Тамара Іванівна — медик-генетик, педіатр, педагог, доктор медичних наук.
- Зозуля Юрій Панасович — академік Національної академії медичних наук України, дійсний член Нью-Йоркської академії наук
- Дзяк Георгій Вікторович — кардіолог, член Нью-Йоркської академії наук (з 1995 року).
- Інститут філософії імені Григорія Сковороди НАН України — 3 дійсні члени Нью-Йоркської Академії Наук.
- Довгий Ярослав Остапович — професор, відомий фізик-оптик, доктор фізико-математичних наук, заслужений професор Львівського національного університету член Нью-Йоркської Академії наук (1994)
- Давидюк Георгій Євлампійович — доктор фізико-математичних наук, професор кафедри фізики твердого тіла та інформаційно-вимірюваль них технологій Східноєвропейського національного університету;
- Ковальова Людмила Миколаївна;
- Левенець Віталій Миколайович — лікар-науковець в галузях ортопедії та травматології, доктор медичних наук, академік Нью-Йоркської академії наук.
- Нечипорук Василь Васильович — доктор фізико-математичних наук, професор, завідувач кафедрою фізичної хімії ЧНУ ім. Ю. Федьковича, Член бюро наукової ради АН СРСР з хімічної термодинаміки і термохімії.
- Огірко Ігор Васильович— український математик. Доктор фізико-математичних наук (1990). Професор, відмінник освіти України.
- Рудень Василь Володимирович — Заслужений лікар України, академік НАНВО України, дійсний член Нью-Йоркської академії наук (США), академік МАНВО (Лондон, Велика Британія), доктор медичних наук, професор кафедри громадського здоров'я ФПДО Львівського національного медичного університету імені Данила Галицького.
- Старостенко Віталій Іванович — геолог та геофізик, теоретик інтерпретації потенційних полів, заслужений діяч науки і техніки України.
- Стречень Сергій Борисович — лікар терапевт вищої кваліфікаційної категорії, кандидат медичних наук, викладач ОНМедУ.
- Штокало Мирослава Йосипівна.